# Pour Renato
Pour Renato è un cortometraggio documentario del 2015 diretto da Jean-Marie Straub. Il film venne realizzato montando fra loro scene del film Othon con foto di scena e dedicato al compleanno di Renato Berta a Stadtkino Basel il 1 aprile 2015.